# Pradelles, Haute-Loire
Pradelles je naselje in občina v jugovzhodnem francoskem departmaju Haute-Loire regije Auvergne. Leta 2012 je naselje imelo 621 prebivalcev.

## Geografija
Kraj leži v pokrajini Velay (Languedoc) na vzpetini nad dolinama rek Allier in Loare, 34 km južno od Le Puy-en-Velaya.

## Uprava
Pradelles je nekdanji sedež istoimenskega kantona, od marca 2015 vključenega v kanton Velay volcanique s sedežem v Cussac-sur-Loire.

## Zanimivosti
- vrata porte de la Verdette iz 13. stoletja, francoski zgodovinski spomenik od 1971,
- vrata porte du Besset, zgodovinski spomenik od 1972
- stolp tour de Rochely, zgodovinski spomenik od 1972
- kapela Notre-Dame de Pradelles, zgrajena v letu 1613, edini osanek nekdanjega hospica sv. Jakoba,
- cerkev Marijinega Vnebovzetja,
- dvorec Château du Mazigon iz leta 1642, zgodovinski spomenik od 1997.